# Parallela minora
I Parallela minora (Συναγωγὴ ἱστοριῶν παραλλήλων Ἑλληνικῶν καὶ Ρωμαϊκῶν - Parallela minora) sono un'operetta attribuita a Plutarco e tramandata nei suoi Moralia.

## Struttura
In 41 brevissimi capitoli, l'autore richiama narrazioni altrimenti ignote dal mito e dalle storia greca e romana, spesso riferendosi ad autorità non testimoniate da altre fonti e, generalmente, oggi ritenute frutto di invenzione.

## Analisi critica
Sebbene l'opera sia elencata nel Catalogo di Lampria e da essa abbia attinto alcuni estratti Stobeo, motivi di ordine soprattutto stilistico impediscono di assegnarla con certezza a Plutarco.
Inoltre, il modus con cui lo Pseudo-Plutarco riferisce questa congerie di notizie ricorda la Historia Nova di Tolomeo Efestione o la Storia Varia di Eliano, sicché si potrebbe pensare ad una datazione tra fine II e fine III secolo d.C.